# 1. FC Saarbrücken
1. FC Saarbrücken é uma agremiação esportiva alemã, fundada a 18 de abril de 1903, sediada em Saarbrücken e que ostenta como maiores conquistas duas edições da 2.Bundesliga, a segunda divisão alemã, e como destaque dois vice-campeonatos da primeira divisão, em 1943 e em 1952.
Tendo sido um dos 16 clubes escolhidos para disputar a primeira Bundesliga, em 1963-64, portanto, um de seus fundadores, assim como participou da primeira edição da Liga dos Campeões da UEFA, desde a temporada 2010-11 milita na 3. Liga, a terceira divisão do Campeonato Alemão. 
Seu uniforme principal é azul e preto, manda os seus jogos no Ludwigspark Stadion, que tem capacidade para 16.003 espectadores, e possui também um time de futebol feminino.

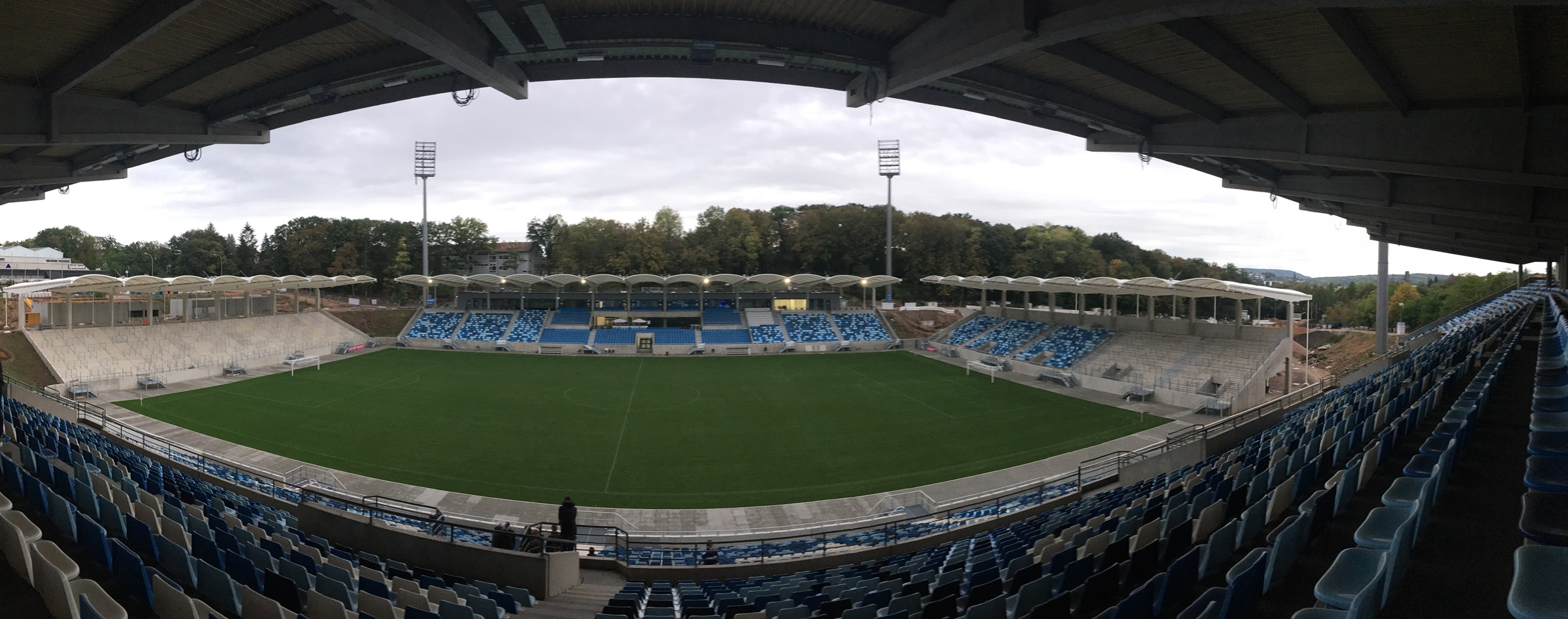
Estádio Ludwigspark em 2020.

## História
Início
O clube nasceu em 1903 como parte do Turnverein Malstatt. Ambos se dividem, em 1907, e o clube toma o nome de FV Malstatt-Burbach, o qual é renomeado, em 1909, FV Saarbrücken.
A primeira liga que o Saarbrücken disputou foi, em 1935, a Gauliga Südwest, uma das dezesseis divisões regionais estabelecidas pela entidade que comandava o futebol alemão, sob o Terceiro Reich.
Em 1940, foi transferido para a Gauliga Südwest-Saarpfalz, pela qual vence no ano sucessivo. Em 1943, ganha novamente a divisão, mas é derrotado por 3 a 0, nos playoffs, pelo Dresdner SC. No ano posterior é batido nas quartas de final pelo 1. FC Nuremberg. 
Durante os últimos anos de guerra, 1943-1945, a equipe jogou com o nome de Kriegsspielgemeinschaft Saarbrücken juntamente com o SC 07 Altenkessel.
O pós guerra e o exílio na França
Com o fim da Segunda Guerra Mundial, as autoridades aliadas desmantelaram todas as associações alemãs, incluindo as futebolísticas. Em 1945, a agremiação foi refundada com o nome de 1. FC Saarbrücken. Jogou as primeiras três temporadas na Oberliga Südwest-Nord (primeira divisão), vencendo-a em 1946. 
Naqueles anos a região do Sarre foi ocupada pelas autoridades francesas que fizeram demasiados esforços para que a mesma se unisse à França, ou que ao menos se destacasse da Alemanha. Esse fato no esporte é notável, pois o Sarre participou como nação independente das Olimpíadas de 1952 e das eliminatórias para a Copa do Mundo de 1954. 
Por conta disso, por um breve tempo foi criado um campeonato de futebol, a Saarland Ehrenliga, mas devido à diferença das outras equipes, o Saarbrücken não quis disputar esse campeonato fictício, preferindo se transferir para a segunda divisão do campeonato francês, sob o nome de FC Sarrebruck. 
Venceu facilmente a divisão com seis pontos de vantagem sobre o segundo colocado, o Girondins de Bordeaux, mas não pôde disputar a primeira divisão, pois criaria um grande embaraço para a Federação Francesa de Futebol ter em suas fileiras uma equipe alemã. Por conta desse fato, o clube se retirou do campeonato francês, jogando os dois anos seguintes apenas amistosos. 
Durante a temporada 1949-1950, organizou a Internationaler Saarland Pokal (Copa Internacional do Sarre). O clube jogou várias partidas contra equipes provenientes da Áustria, Chile, Dinamarca, França, Suécia, Suíça, Iugoslávia e também do Brasil (Atlético Mineiro, que derrotou o clube alemão por 2 a 0).  O torneio foi suspenso, em 1952, a partir de um pedido da Federação de Futebol do Sarre, a DFB.
O Saarbrücken foi o primeiro adversário de uma equipe italiana mais moderna nas copas europeias, tendo afrontado o Milan na primeira fase da Copa dos Campeões da Europa, primeira edição, em 1955, como representante do Sarre. Depois de ter imposto na partida de ida no estádio Giuseppe Meazza, o San Siro, um placar de 4 a 3, foi eliminado na volta ao ser derrotado por 4 a 1.
O retorno à Alemanha e o ingresso na Bundesliga
O time retornou ao campeonato alemão, em 1952, sendo inserido na Oberliga Südwest. Venceu a divisão mas foi derrotado na final por 2 a 1 pelo VfB Stuttgart. Nos anos seguintes venceu apenas uma vez a Oberliga, em 1961.
Em 1963, foi criada a Bundesliga, a máxima divisão. Dezesseis equipes deveriam ser selecionadas segundo critérios de apresentação, finanças e posição geográfica para que a nova competição envolvesse toda a nação. As primeiras oito foram escolhidas com base em resultados nas divisões regionais e nas fases nacionais. A escolha, pelo que tange ao Sarre, que recaiu sobre o Saarbrücken, dessa vez foi objeto de muita polêmica, pois quanto aos resultados mereciam ter sido escolhidos o FK Pirmasens e o Wormatia Worms. Mas a verdade é que a agremiação tinha relações muito cordiais com Hermann Neuberger, naquele tempo, figura muito influente no futebol alemão, e membro da comissão selecionadora.
Ao fim da primeira temporada, o clube foi, de qualquer maneira, castigado. Caiu de fato para a Regionalliga Südwest, o segundo módulo do campeonato, a sete pontos da salvação. Nos três anos seguintes, terminou sempre nos primeiros lugares da divisão, mas sempre foi eliminado nos play-offs. A equipe conseguiu a promoção à Bundesliga apenas em 1976, após ter conseguido o segundo lugar na Zweite Bundesliga. Após ter permanecido por dois anos na elite, caiu novamente para a segunda divisão e, em 1981, retrocedeu para a Amateur Oberliga Südwest, a terceira divisão. Retornou à Bundesliga, em 1986, e em 1993, mas em ambos os casos desceu após a permanência de um ano. 
A despromoção de 1993 foi um resultado clamoroso, não somente pelo valor histórico da agremiação, mas que no papel tinha um bom elenco, tendo podido contar com reforços do nível de Eric Wynalda, então atacante e principal atleta da Seleção dos Estados Unidos. A descida também foi inesperada porque a equipe, após um bom começo, teve nove derrotas nas últimas nove rodadas do campeonato. Na temporada 1995, a sociedade foi envolvida por uma grave crise financeira e acabou rebaixada de maneira forçada à Regionalliga West/Südwest. Daquele período em diante, o time alternou participações da segunda à terceira divisão.
O 1. FC Saarbrücken terminou na décima-sexta posição na temporada 2005-2006, sendo rebaixado para a Regionalliga Süd (III). Outra pobre participação ocorreu na temporada 2006-2007 em que o clube foi décimo-quinto e relegado novamente, desta vez para a quarta divisão, a Oberliga Südwest. No entanto, a equipe foi campeã da Oberliga Südwest, em 2008-2009, e promovida para a Regionalliga Oeste. 
Em maio de 2010, o time se sagrou campeão da Regionalliga Oeste na temporada 2009-2010 e conseguiu o acesso para a terceira divisão após duas promoções consecutivas. Ao reestrear na terceira divisão, o clube alcançou a sexta colocação, tendo vencido os últimos nove jogos da temporada 2010-2011.
Anos recentes
Na Copa da Alemanha da temporada 2023-24, o 1. FC Saarbrücken fez história ao eliminar o FC Bayern München após uma vitória de 2x1, jogando em casa, com direito a gol marcado nos acréscimos do segundo tempo por Marcel Gaus. Foi apenas a terceira vez que o clube venceu o Bayern de Munique em 13 jogos disputados na história.

## Títulos
Nacionais 
Divisões superiores:
- Campeonato Alemão da Segunda Divisão - 2. Bundesliga (2): 1976, 1992 ("campeão").
- Campeonato Alemão (2): 1943, 1952 (vice-campeão").

Divisões intermediárias ou inferiores:
- Bezirksliga - Rheinhessen-Saar (1): 1926 ("campeão").
- Bezirksliga - Rhein-Saar (Saar Division) (1): 1928 ("campeão").
- Gauliga Westmark (2): 1943, 1944 ("campeão" - como KSG Saarbrücken).
- Ehrenliga Saarland (1): 1951 ("campeão").
- Oberliga Südwest (1): 1961 ("campeão")..

Regionais:
- Regionalliga Südwest (II): 1965 (campeão)
- 2nd Bundesliga Süd (II): 1976 (campeão)
- 2nd Bundesliga (Sul) (II): 1992 (campeão)
- Oberliga Südwest (III): 1946, 1952, 1961, 1983, 2009 ("campeão")
- Regionalliga West/Südwest (III): 2000 (campeão)

## Cronologia recente
| Temporada | Divisão                                | Posição |
| 1999–00   | Regionalliga West/Internazionale (III) | 1° ↑    |
| 2000–01   | 2° Bundesliga (II)                     | 8°      |
| 2001–02   | 2° Bundesliga                          | 16° ↓   |
| 2002–03   | Regionalliga Süd (III)                 | 6°      |
| 2003–04   | Regionalliga Süd                       | 3° ↑    |
| 2004–05   | 2° Bundesliga (II)                     | 12°     |
| 2005–06   | 2° Bundesliga                          | 16° ↓   |
| 2006–07   | Regionalliga Süd (III)                 | 15° ↓   |
| 2007–08   | Oberliga Südwest (IV)                  | 5°      |
| 2008–09   | Oberliga Südwest (V)                   | 1° ↑    |
| 2009–10   | Regionalliga West (IV)                 | 1° ↑    |
| 2010–11   | 3. Liga (III)                          | 6°      |
| 2011–12   | 3. Liga (III)                          | 10°     |